# 1905–1906-os svájci labdarúgó-bajnokság (első osztály)
Az 1905–1906-os Swiss Serie A volt a 9. alkalommal megrendezett, legmagasabb szintű labdarúgó-bajnokság Svájcban.
A címvédő a Grasshoppers volt. A bajnokságot a Winterthur csapata nyerte.

## Kelet

### 1. csoport
| Hely. | Csapat               | M | Gy | D | V | G+ | G– | Gk  | P  | Továbbjutás vagy kiesés |
| ----- | -------------------- | - | -- | - | - | -- | -- | --- | -- | ----------------------- |
| 1.    | Zürich               | 6 | 4  | 2 | 0 | 15 | 4  | +11 | 10 | Továbbjutó              |
| 2.    | Grasshoppers         | 6 | 2  | 1 | 3 | 10 | 12 | −2  | 5  |                         |
| 3.    | Young Fellows Zürich | 6 | 2  | 1 | 3 | 10 | 15 | −5  | 5  |                         |
| 4.    | Kickers Zürich       | 6 | 1  | 2 | 3 | 11 | 15 | −4  | 4  |                         |

### 2. csoport
| Hely. | Csapat                | M | Gy | D | V | G+ | G– | Gk  | P | Továbbjutás vagy kiesés |
| ----- | --------------------- | - | -- | - | - | -- | -- | --- | - | ----------------------- |
| 1.    | Winterthur            | 4 | 3  | 1 | 0 | 15 | 6  | +9  | 7 | Továbbjutó              |
| 2.    | St. Gallen            | 4 | 2  | 1 | 1 | 12 | 9  | +3  | 5 |                         |
| 3.    | Blue Stars St. Gallen | 4 | 0  | 0 | 4 | 1  | 13 | −12 | 0 |                         |

### A keleti csoport döntője
- Zürich 0–5 Winterthur

## Központi csoport
| Hely. | Csapat          | M | Gy | D | V | G+ | G– | Gk | P | Továbbjutás vagy kiesés |
| ----- | --------------- | - | -- | - | - | -- | -- | -- | - | ----------------------- |
| 1.    | Young Boys Bern | 6 | 3  | 3 | 0 | 20 | 12 | +8 | 9 | Továbbjutó              |
| 2.    | Bern            | 6 | 3  | 1 | 2 | 13 | 12 | +1 | 7 |                         |
| 3.    | Old Boys Basel  | 6 | 1  | 2 | 3 | 8  | 11 | −3 | 4 |                         |
| 4.    | Basel           | 6 | 2  | 0 | 4 | 11 | 17 | −6 | 4 |                         |

## Nyugati csoport
| Hely. | Csapat            | M | Gy | D | V | G+ | G– | Gk  | P  | Továbbjutás vagy kiesés |
| ----- | ----------------- | - | -- | - | - | -- | -- | --- | -- | ----------------------- |
| 1.    | Servette Genf     | 6 | 4  | 2 | 0 | 17 | 5  | +12 | 10 | Továbbjutó              |
| 2.    | Lausanne Sports   | 6 | 3  | 2 | 1 | 16 | 7  | +9  | 8  |                         |
| 3.    | La Chaux-de-Fonds | 6 | 3  | 0 | 3 | 15 | 9  | +6  | 6  |                         |
| 4.    | FC Genf           | 6 | 0  | 0 | 6 | 5  | 32 | −27 | 0  |                         |

## Döntő
| Hely. | Csapat          | M | Gy | D | V | G+ | G– | Gk | P | Továbbjutás vagy kiesés |
| ----- | --------------- | - | -- | - | - | -- | -- | -- | - | ----------------------- |
| 1.    | Winterthur      | 2 | 2  | 0 | 0 | 9  | 4  | +5 | 4 | Bajnok                  |
| 2.    | Servette Genf   | 2 | 1  | 0 | 1 | 6  | 5  | +1 | 2 |                         |
| 3.    | Young Boys Bern | 1 | 0  | 0 | 1 | 3  | 9  | −6 | 0 |                         |